# Benton City (Texas)

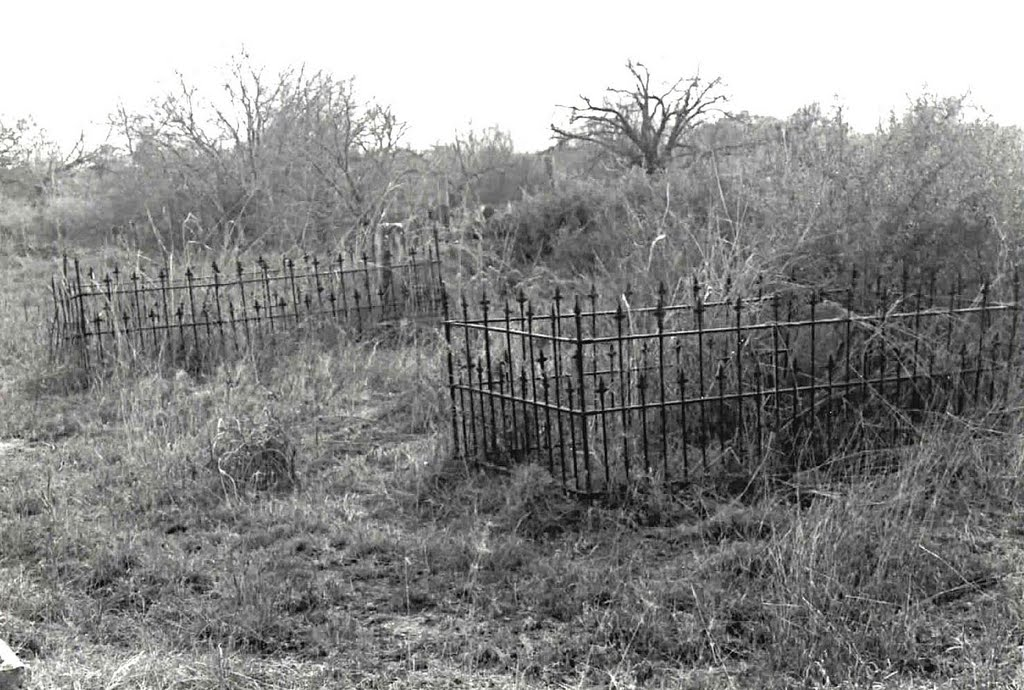
Benton City Cemetery

Benton City è una città fantasma della contea di Atascosa, Texas, Stati Uniti, a volte anche chiamata Benton, situata sulla Benton City Road (FM 3175) lungo l'Atascosa Creek, a 3 miglia a est dell'attuale Lytle, 27 miglia a sud-ovest di San Antonio.

## Storia
Benton City fu colonizzata negli anni 1840 su quella che un tempo era conosciuta come la Old San Antonio Road. Nel 1880, la città era cresciuta fino a comprendere tre sgranatrici di cotone, un hotel, diversi negozi di alimentari, un giornale, una farmacia, un fabbro, una falegnameria, una sella e un negozio di stivali, una segheria, una scuderia per i cavalli, diverse chiese, una loggia massonica e una scuola. Una linea della diligenza si fermava regolarmente lì e consegnava la posta 2-3 volte a settimana. La città prese il nome dal senatore Thomas Hart Benton, o Samuel Benton, che combatté nella Rivoluzione texana, e che aveva un figlio che viveva nella zona. Con l'arrivo della ferrovia nella vicina Lytle negli anni 1880, la fine della diligenza e il consolidamento del distretto scolastico con Lytle, Benton City alla fine divenne obsoleta. La sua popolazione ha oscillato diverse volte prima di scomparire definitivamente.
Il più antico cimitero della zona fu fondato anche a Benton City nel 1870 e rimane ancora oggi. Pionieri come Lytle, Jones, Calk e McDonnell riposano in pace lì, così come molti veterani della guerra indiana, della guerra civile e di entrambe le guerre mondiali, tra cui un certo numero di residenti dell'area morti durante uno scoppio di tubercolosi verificatosi negli anni 1800.

### Benton City Institute
Il Benton City Institute era un'importante istituzione educativa della zona e le sue rovine sono l'unico edificio rimasto in città. Fu costruito nel 1875, fondato nel 1876, e originariamente chiamato Benton City Normal Institute, che operava secondo una legge del Texas che distribuiva fondi statali per integrare lezioni private, ma possedute e gestite da educatori. È stato inizialmente gestito da John D. Morrison. Nel 1876 l'ultimo piano fu acquistato e utilizzato dalla Atascosa Lodge 379, A.F. & A.M., e le lezioni si tenevano nel piano inferiore. I curricula comprendevano corsi di base oltre a contabilità, giurisprudenza, musica e rilevamento. Più tardi, la scuola divenne completamente supportata dalle tasse.
Nel 1878, la scuola era coeducativa, posseduta e gestita dal professore e dalla signora Bernard C. Hendrix del Kentucky, e nel 1889 fu ribattezzata Benton School. Nel 1909, i massoni si trasferirono nella vicina Lytle e la scuola crebbe fino a comprendere l'intero edificio. Nel 1910 fu ribattezzata Old Rock School ed ebbe una carriera influente fino al 1919, quando il distretto scolastico venne consolidato con la vicina Lytle. L'edificio continuò ad essere utilizzato a volte fino al 1934.

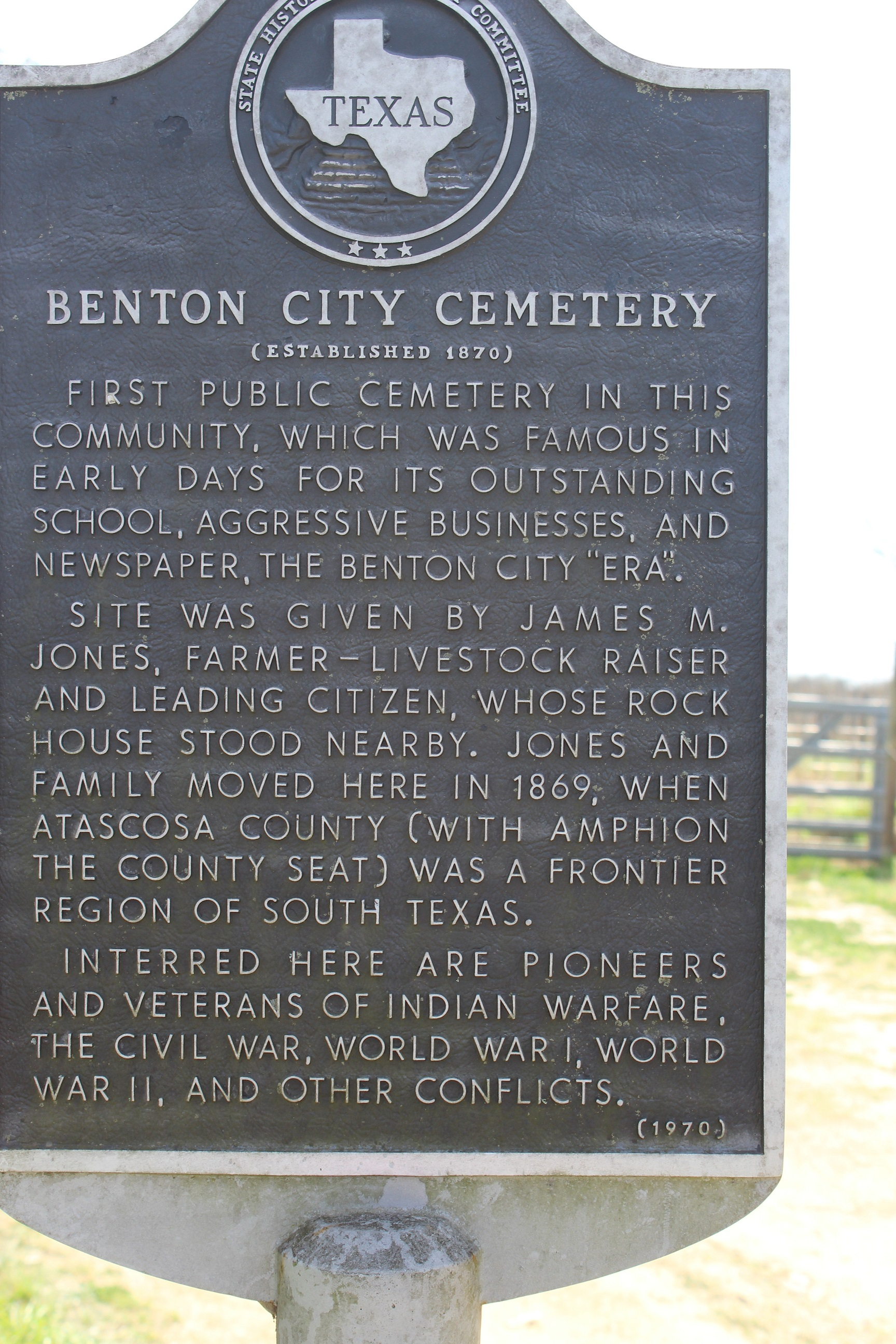
State Historic Marker

Nel 1972, il sito fu dedicato dallo Stato del Texas come sito storico con una placca di metallo, che è stata poi rimossa.